# Дего
Дего, Деґо (італ. Dego, ліг. O Dê) — муніципалітет в Італії, у регіоні Лігурія, провінція Савона.
Дего розташоване на відстані близько 450 км на північний захід від Рима, 50 км на захід від Генуї, 22 км на північний захід від Савони. Населення — 2004 особи (2014).
Щорічний фестиваль відбувається 7 грудня. Покровитель — Sant'Ambrogio.

## Демографія
Населення за роками:

Станом на 1 січня 2023 року в муніципалітеті офіційно проживало 187 іноземців з 33 країн, серед них 98 громадян країн Євросоюзу та 10 громадян України.

## Персоналії
- Тереза Бракко (1924—1944) — італійська римо-католичка, що загинула під час Другої світової війни після відмови піддатися сексуальній агресії нацистського солдата.

## Сусідні муніципалітети
- Каїро-Монтенотте
- Кастеллетто-Уццоне
- Джузвалла
- Готтазекка
- П'яна-Криксія
- Спіньйо-Монферрато